# Offensive d'Hirshabelle de 2025
Guerre civile somalienne
L'offensive d'Hirshabelle de 2025, également connue sous le nom d'opération Ramadan, est une campagne militaire en cours dans le centre de la Somalie, principalement dans les régions du Shabeellaha Dhexe, du Shabeellaha Hoose, de Hiiraan et de Bay, avec des affrontements périodiques dans la région de Banaadir. L'offensive est lancée par Al-Shabaab, un groupe militant djihadiste allié à Al-Qaïda, contre l'Armée nationale somalienne (ANS), les forces de la Mission de l'Union africaine pour la stabilisation en Somalie (en) (ATMIS) et les milices alliées du clan Ma'awisley (en). Le groupe cherche à reconquérir le territoire perdu lors de l'offensive de 2022 du gouvernement somalien et de l'Union africaine, en particulier les villes stratégiques et les voies d'approvisionnement.
L'offensive débute le 20 février 2025 par des attaques coordonnées contre plusieurs positions militaires somaliennes, comprenant des assauts terrestres à la voiture piégée. Al-Shabaab s'empare temporairement de plusieurs villes avant d'être repoussé par les forces gouvernementales et les milices alliées. Fin février, des attaques ciblent des localités clés comme Balad (en), chef-lieu de district près de Mogadiscio,. Le 18 mars 2025, Al-Shabaab tente d'assassiner le président somalien Hassan Sheikh Mohamoud. Les États-Unis et l'Éthiopie mènent tous deux des frappes aériennes contre les insurgés d'Al-Shabaab pendant les combats,,.
Cette campagne s'inscrit dans le cadre d'une escalade plus large de l'insurrection somalienne, Al-Shabaab tentant d'exploiter les failles de sécurité créées par le retrait des troupes burundaises de l'ATMIS. Des milliers de soldats de la Force de défense nationale éthiopienne (ENDF) se préparent à se déployer pour tenter de renforcer les forces de l'ANS/ATMIS. Les analystes suggèrent que le calendrier de l'offensive pourrait être lié au Ramadan et à des facteurs saisonniers affectant les opérations militantes.

## Déroulement

### Attaques initiales
Le 20 février 2025, des militants d'Al-Shabaab attaquent quatre villages de la région de Shabeellaha Dhexe avec des véhicules chargés d'explosifs. Ils capturent deux villages avant que l'armée nationale somalienne ne les repousse dans de violents combats, dont le village d'Ali Ahmed, où au moins sept membres de l'armée nationale somalienne, vingt militants d'Al-Shabaab et un combattant de clan local sont tués. Les militants d'Al-Shabaab utilisent des véhicule piégé, des mortiers et attaquent des villages de toutes les directions. Des commandants d'Al-Shabaab sont tués dans le village de Ceel Cali Axmed. D'autres villages comme El Baraf (en) sont attaqués, avec des combats menés par la milice du clan Ma'awisley Abgal pro-gouvernementale jusqu'à ce qu'elle se retire et que le village d'El Baraf tombe aux mains d'Al-Shabaab avec au moins 93 morts pro-gouvernementaux.
Au total, 130 militants d'Al-Shabaab sont tués et les villages d'El-Ali, Daaru Nicma, Ali Fooldheere et Al Kawthar sont repris à Al-Shabaab après de brefs moments de capture. Des armes, des véhicules et d'autres équipements militaires sont confisqués aux militants d'Al-Shabaab après la confrontation, bien que la quantité exacte d'articles ne soit jamais précisée.
Selon le général Ibrahim Mumin, commandant de la 3e division de l'armée nationale somalienne, Al-Shabaab échoue dans sa tentative de capturer les principaux villages de la région de Shabeellaha Dhexe. Al-Shabaab affirme avoir pris le contrôle de quatre bases militaires dans la région de Shabeellaha Dhexe et des colonies d'Ali Ahmed, Daru Nicma, Kevser et Ali Fol Dheer. Des dizaines de soldats de l'administration de Mogadiscio sont tués et blessés dans les attaques. Al-Shabaab diffuse des images des attaques par l'intermédiaire de son média, Al-Kataib Media Foundation (en), certains officiers étant enregistrés comme capturés par Al-Shabaab.

### Attaques ultérieures et offensives

#### Février
Le 25 février, une opération militaire conjointe menée par le gouvernement somalien et les forces locales dans l'État d'Hirshabelle, au centre-sud de la Somalie, entraîne la mort de plus de 70 membres d'Al-Shabaab,. De nombreux membres d'Al-Shabaab sont assiégés et tués. Le même jour, Al-Shabaab revendique la responsabilité des attaques dans les régions d'Hiiraan et de Shabeellaha Dhexe en Somalie, saisissant des armes et des véhicules militaires. Les militants lancent une attaque surprise sur la zone d'Aboorey dans la région d'Hiiraan, ciblant les membres de la milice Macawisley et affirmant avoir infligé des pertes et capturé des véhicules, bien que des responsables de la milice déclare également avoir infligé des pertes aux assaillants. Simultanément, Al-Shabaab attaque plusieurs zones de Shabeellaha Dhexe, forçant les civils à fuir, et rentre dans les zones d'El Ahmed et d'Al-Kowthar, établissant une présence continue. Une peur croissante est signalée à Aadan Yabaal (en), anciennement détenu par les forces gouvernementales et la milice Ma'awisley. Grâce à ces attaques, Al-Shabaab prend deux villages, dont Ali Ahmed.
Le 26 février, des combattants d'Al-Shabaab attaquent le district de Balad (en), dans la région de Shabeellaha Dhexe, en entrant dans la ville par plusieurs directions et en engageant de violents combats avec les forces du gouvernement fédéral somalien. Bien que le nombre de victimes reste incertain, les médias gouvernementaux rapportent que l'attaque a été repoussée. Les militants d'Al-Shabaab attaquent des bases militaires dans le district de Balad.
Le 27 février, des obus de mortier sont tirés depuis la région de Shabeellaha Dhexe sur Mogadiscio, à la veille d'une visite prévue du Premier ministre éthiopien Abiy Ahmed. Le même jour, des combats éclatent dans la ville de Balad.
Le 28 février, les militants d'al-Shabaab capturent Balad, située à 30 kilomètres au nord de Mogadiscio, après avoir pris d'assaut une base militaire située près de la ville,. Les militants prennent temporairement le contrôle de bâtiments et d'infrastructures gouvernementaux clés, et libèrent également des prisonniers de la prison locale avant de se retirer plus tard de la ville.

#### Mars
Le 1er mars, de violents affrontements éclatent entre les forces somaliennes et les militants d'Al-Shabaab à Biyo Adde, une ville de la région de Shabeellaha Dhexe, après qu'Al-Shabaab ait lance un assaut contre les points de contrôle du gouvernement, Al-Shabaab publiant des images de ses combattants occupant la ville,.
Le 2 mars, l'armée nationale somalienne termine une opération qui tue environ 40 membres d'Al-Shabaab,. Al-Shabaab tire également des mortiers sur des positions de l'ANS dans la ville d'Adan Yabaal.
Le 3 mars, les États-Unis aident aux frappes aériennes contre Al-Shabaab lors de cette opération près de la zone d'El Baraf dans la région de Shabeellaha Dhexe lors d'affrontements à Biyaadde selon un rapport de l'AFRICOM, le vice-président de Hirshabelle, Yusuf Ahmed Hagar Dabageed (en), déclarant que "le combat continuera et ne s'arrêtera pas tant qu'Al-Shabaab ne sera pas vaincu". Le même jour, des militants d'Al-Shabaab mènent des attaques coordonnées contre les troupes somaliennes, tuant 60 soldats somaliens au nord de Mogadiscio dans plusieurs villes, bien qu'Al-Shabaab affirme en avoir tué 100. Ces offensives se rapprochent de Mogadiscio, ce qui en fait l'offensive la plus meurtrière d'Al-Shabaab depuis plusieurs années. Le même jour, les forces gouvernementales somaliennes, appuyées par des milices claniques locales connues sous le nom de Macwiisley, repoussent une attaque des militants d'Al-Shabaab dans la région de Boos-Hareeri, dans le district d'Adan Yabaal. Al-Shabaab reprend Boos-Hareeri plus tard dans la journée, tuant 20 soldats de l'ANS et en blessant 13 autres. Al-Shabaab capture également la ville d'El Ali Ahmed, tuant 18 soldats de l'ANS et en blessant 36.
Le 4 mars, les militants d'Al-Shabaab capturent le village de War Ciise, situé à 25 km de la capitale provinciale Jowhar, sans combat après la fuite des forces gouvernementales somaliennes, publiant des images de militants patrouillant dans le village.
Le 5 mars, les militants d'Al-Shabaab continuent leur progression vers Mogadiscio à travers le Shabeellaha Dhexe et continuent vers le sud jusqu'à Mogadiscio après la capture de Balcad. Ce même jour, l'armée de l'air éthiopienne mène de multiples frappes aériennes sur des cibles d'Al-Shabaab dans la région du Shabeellaha Dhexe,, marquant la première opération aérienne connue de l'Éthiopie en Somalie en près de deux décennies depuis son intervention de 2006 contre l'Union des tribunaux islamiques. Cependant, malgré les frappes aériennes, les militants d'Al-Shabaab conservent largement leurs positions, les offensives terrestres des forces somaliennes et des milices alliées Ma'awisley ne délogeant pas encore Al-Shabaab de ses territoires nouvellement conquis. Al-Shabaab lance également une attaque contre des positions fédérales dans le district de Yaqshid.
Le 6 mars, le gouvernement fédéral déploie des renforts dans la région du Shabeellaha Dhexe pour intensifier ses opérations militaires dans la région contre Al-Shabaab. Des responsables du gouvernement fédéral visitent également la ville de Bal'ad pour remonter le moral des troupes fédérales.
Le 7 mars, des militants d'Al-Shabaab attaquent et reprennent al-Kowthar dans la région de Boos-Hareri dans le district d'Aden Yabal après avoir combattu les forces somaliennes, tuant plusieurs personnes et en blessant plusieurs, dont le colonel Saney Abdulle,. Plusieurs véhicules militaires sont capturés aux soldats somaliens par Al-Shabaab, dont un équipé d'un canon antiaérien Zu-23. Le groupe publie également des images de ses combattants dans la ville et de la base de la milice gouvernementale qui s'y trouve. Les combattants d'Al-Shabaab lancent également des attaques sur le village de Boos-Hareri lui-même, Harun Maruf (en) rapportant sa reprise. Le même jour, le ministre somalien de la Défense (en), Abdulkadir Mohamed Nur (en), confirme les frappes aériennes éthiopiennes menées contre les militants d'Al-Shabaab dans le Shabeellaha Dhexe avec la coordination du gouvernement fédéral de Somalie. L'ancien Premier ministre Mohamed Hussein Roble déclare que le gouvernement fédéral est actuellement confronté à une situation difficile et doit coopérer avec l'opposition et les conservateurs, faute de quoi le pays sera pris par Al-Shabaab. Il déclare également qu'outre la région du Shabeellaha Dhexe, où de violents combats se poursuivent, on craint que des combats majeurs ne se propagent à d'autres régions par Al-Shabaab. Le gouvernement somalien interdit également l'entrée d'armes et de véhicules militaires à l'aéroport international Aden Adde, en raison des préoccupations sécuritaires soulevées par les américains,.

## Réactions
En raison des attaques, le 4 mars 2025, le Conseil de sécurité des Nations unies prolonge ses sanctions contre Al-Shabaab en se concentrant sur les exportations illégales d'armes et de charbon de bois. Les sanctions seront en vigueur jusqu'au 13 décembre 2025, avec le renouvellement d'un comité d'experts qui surveillera les sanctions contre Al-Shabaab jusqu'au 13 janvier 2026.
En raison de l'offensive d'Al-Shabaab, le ministre de la Justice et des Affaires religieuses du Puntland, Mohamed Abdiwahaab, accuse le gouvernement fédéral somalien de ne pas avoir correctement arrêté les attaques et de ne pas en faire assez contre Al-Shabaab. Cependant, le 5 mars 2025, Ahmed Mohamed Islam publie un communiqué de presse indiquant qu'ils combattront aux côtés des forces militaires du gouvernement somalien et des milices du clan Ma'awisley au Jubaland contre Al-Shabaab.
Le 5 mars 2025, l'ancien président de la Somalie, Sharif Sheikh Ahmed, l'ancien Premier ministre, Hassan Ali Khayre, et le membre du parlement somalien, Abdirahman Abdishakur Warsame (en), publient un communiqué de presse conjoint soutenant les courageuses forces qui combattent Al-Shabaab et l'État islamique, bien qu'ils déclarent que le président de la Somalie, Hassan Sheikh Mohamoud, s'est engagé dans un conflit politique avec certains États somaliens, ce qui a bloqué les opérations contre Al-Shabaab.
Après l'extension de l'offensive, l'ambassade des États-Unis en Somalie met en garde contre la possibilité d'attaques terroristes, notamment contre l'aéroport international Aden Adde, dans la capitale Mogadiscio, appelant les citoyens américains en Somalie à la prudence et à éviter les rassemblements et les manifestations. Elle annonce également l'annulation de tous les déplacements de ses employés jusqu'à nouvel ordre, dans le cadre de mesures de précaution pour faire face aux menaces potentielles. Le gouvernement somalien tente de minimiser l'avertissement auprès du ministre somalien des Transports et de l'Aviation civile, Fardowsa Osman Egal, insistant sur l'absence de menace imminente justifiant les annulations de vols. "Aucune situation sécuritaire ne justifie la suspension des vols internationaux vers Mogadiscio", déclare Egal à Voice of America Somali. "Nous continuons de recevoir des informations complètes des services de renseignement et aucune menace directe ne nous a été transmise." Le président somalien, Hassan Sheikh Mohamoud, accuse les États-Unis d'avoir envoyé ces alertes pour affaiblir et déstabiliser le gouvernement somalien et provoquer une paranoïa et une panique de masse. Turkish Airlines suspend donc temporairement tous ses vols vers Mogadiscio, la capitale somalienne, jusqu'au 12 mars, à la suite de l'alerte d'attaque terroriste américaine,, tandis que Qatar Airways suspend tous ses vols vers Mogadiscio indéfiniment.
Le 6 mars 2025, le Conseil des ministres somalien renforce la sécurité à Mogadiscio en raison des avancées d'Al-Shabaab et pour lutter contre eux.
Le 15 mars 2025, le ministre de l'Information du Puntland, Mohamud Aydid Diri, avertit que la Somalie pourrait subir le même sort que l'Afghanistan : "La plupart des diplomates américains ont été évacués. Nous craignons que Mogadiscio ne subisse le même sort que l'Afghanistan."
Bien qu'elle soutienne la Somalie par des frappes aériennes contre Al-Shabaab, l'Éthiopie déclare officiellement, le 17 mars 2025, qu'elle n'enverra pas de troupes d'infanterie en Somalie. Le même jour, le président de l'État d'Hirshabelle, Ali Abdullahi Hussein (en), qui est récemment retourné à son bureau pour une brève période, tient une réunion virtuelle avec l'ambassadeur des États-Unis en Somalie (en), Richard H. Riley (en), lors de laquelle ils discutent des opérations militaires en cours contre les groupes extrémistes à Hirshabelle, notamment Al-Shabaab et l'État islamique en Somalie.
Le 21 mars, le président somalien Hassan Sheikh Mohamoud, accompagné du gouverneur de la région du Shabeellaha Dhexe, de l'ancien gouverneur de cette région, du gouverneur du district de Yaqshiid (en) à Mogadiscio, d'officiers militaires et d'autres responsables, organise une réunion dans le district d'Adale (en) pour accélérer l'opération antiterroriste en cours à Hirshabelle, avec pour objectif de tenter d'éliminer Al-Shabaab du Shabeellaha Dhexe avant l'Aïd el-Fitr.